# Hôpital de jour Santos-Dumont
L′hôpital de jour Santos-Dumont est le premier hôpital de jour privé français dédié spécifiquement à l'accueil des enfants, adolescents et jeunes adultes autistes. Il ouvre en 1963, rue Santos-Dumont dans le 15e arrondissement de Paris, à la demande de l'Association au service des inadaptés ayant des troubles de la personnalité (ASITP),, en collaboration avec l'éducatrice Rose Gaetner et avec le parrainage du Pr Serge Lebovici. 
À l'origine réservé aux enfants, il est étendu en 1990 aux adolescents, pour répondre à la demande des parents.  
La psychomotricienne Rose Gaetner a introduit la danse comme activité de thérapie dans cet hôpital. 

## Prises de position
En 1997, Moïse Assouline, médecin-directeur du service de l'hôpital de jour Santos-Dumont à l'époque, déclare dans l'hebdomadaire L'Express que « les restrictions budgétaires décidées par Alain Juppé, fin 1995, sont passées comme un bulldozer sur l'autisme, pourtant consacré quelques mois plus tôt priorité de santé publique ».